# Midbar Paran
Midbar Paran (hebr. מדבר פארן, Midbar Pa'ran) – pustynia w Izraelu, w Dystrykcie Południowym.